# Almár Iván
Almár Iván (Budapest, 1932. április 21. –) magyar csillagász, űrkutató, a fizikai tudományok doktora, a Magyar Asztronautikai Társaság (MANT) örökös, tiszteletbeli elnöke, az MTA emeritus kutatója, a Nemzetközi Asztronautikai Szövetség (IAA) tiszteleti tagja.

## Életpályája
Budapesten született Almár György és Veszprémi Alice gyermekeként. Apai nagyszülei Fränkel Lipót kisvárdai születésű ügyvéd és Rosenthal Gabriella, anyai nagyszülei Veszprémi (Rothauser) Arnold és Garai Fáni voltak. 1954-ben szerzett matematika–fizika szakos tanári diplomát az Eötvös Loránd Tudományegyetemen és ezután az MTA Csillagvizsgáló Intézet munkatársa lett. 1959-ben csillagászatból kandidált és elérte a fizikai tudományok kandidátusa fokozatot. 1980-ban az űrkutatás területén megszerezte a fizikai tudományok doktora fokozatot. 1972–82 között a FÖMI Kozmikus Geodéziai Obszervatórium alapítója és vezetője, valamint a Földmérési Intézet igazgatóhelyettese. 1982–1992 között a Csillagászati Kutatóintézet igazgatóhelyettese, később 2000-ig tudományos tanácsadója. 2009-ben és 2010-ben a Collegium Budapest fellow-ja, meghívott kutatója.

## Kutatási területe
Almár Iván az egyetem elvégzése után aspiránsként változó csillagok fotometriai vizsgálatával kezdte tevékenységét a Csillagvizsgáló Intézetben. Elsősorban RR Lyrae típusú változócsillagok és nóvacsillagok megfigyelésével és a fénygörbék feldolgozásával foglalkozott. Később spektroszkópiai méréseket is végzett a Szovjetunióban és Olaszországban. Már 1955-ben cikke jelent meg az űrhajózás tudományáról, 1957-ben megszervezte és 1972-ig vezette a műholdak átvonulásait optikailag figyelő magyar állomáshálózatot. 1959-től publikál az űrkutatás területén, szakterülete a műholdak pályameghatározása, később a felsőlégkör sűrűségingadozásainak vizsgálata részben a pálya módosulásából, részben műholdak fedélzeti akcelerométereivel. Aktívan részt vett az Interkozmosz űrkutatási együttműködésben, az INTEROBS-program egyik javaslattevője. Fő eredménye a geomágneses viharok idején fellépő sűrűségnövekedésekkel kapcsolatos. 1972 óta a kozmikus geodézia területén is publikál.
Az 1970-es évek második felében kezdte foglalkoztatni a SETI problémája. Hallgatta Sklovszkij, Sagan, Marx György és mások vitáit a követendő megfigyelési stratégiáról, egyre többet olvasott arról, hogy vannak-e, lehetnek-e társaink az Univerzumban. Miután maga is többször hozzászólt az aktuális problémákhoz, 1982-ben tagjává, 1986-ban társelnökévé választotta a Nemzetközi Asztronautikai Akadémia 1966 óta működő SETI Bizottsága. A szervezetnek John Billingham, majd Jill Tarter mellett 2001-ig volt társelnöke és egyben az évente megrendezett szimpóziumainak egyik szervezője. A Nemzetközi Csillagászati Unió 1982-ben alapított Bioasztronómiai bizottságának kezdettől fogva tagja, az 1990-es években a vezetőség tagja is volt. Több javaslatot is kezdeményezett és dolgozott ki annak érdekében, hogy a Földön kívüli élet és értelem kutatásával kapcsolatos bejelentések jelentőségét egy-egy egyszerű, 0-tól 10-ig terjedő skálán a nagyközönség számára is érthető módon lehessen kifejezni. 2000-ben Jill Tarterrel közösen dolgozta ki a Rio-skálát. a Földön kívüli értelem (civilizáció) felfedezésével kapcsolatos esetleges bejelentésekre. Ezt a Nemzetközi Asztronautikai Akadémia (IAA) hivatalosan elfogadja és használatát ajánlja. 2005-ben javasolta a San Marino-skálát annak értékelésére, hogy egy-egy a csillagok felé irányuló üzenetküldésnek mekkora lehet a jelentősége. Az IAA ezt a javaslatát is elfogadta. 2010-ben a londoni Royal Society konferenciáján meghívott előadóként javasolta a London-skála bevezetését a Földön kívüli élet felfedezésével kapcsolatos esetleges bejelentésekre. Már 1989-től kezdve rendszeresen foglalkozott a Naprendszer égitestei környezetvédelmi problémáival, e témában is számos publikációja jelent meg.
Az 1980-as évektől részt vett, majd egy évtizedig vezette is a Nemzetközi Asztronautikai Akadémia terminológiai tevékenységét egy soknyelvű űrszótár létrehozása érdekében. A 16 nyelvű űrszótárnak, valamint az általa szervezett terminológiai szimpóziumok anyagát összefoglaló kiadványnak is szerkesztője volt.

## Könyvei
- Az űrhajózás, Gondolat Kiadó, Budapest 1957. Társszerzők: Almár Iván, Aujeszky László, Galla Emil, Sinka József, a könyv az Élet és Tudomány Kiskönyvtára sorozat keretében jelent meg[12]
- Űrhajózási lexikon, Akadémiai és Zrínyi Kiadó, Budapest, 1981 (főszerkesztő), ISBN 963 05 23485
- Jövőnk és a világűr. Kossuth Könyvkiadó, Budapest 1987 ISBN 9630930269[13]
- Mi dolgunk a világűrben? Móra Könyvkiadó (Kozmosz könyvek), Budapest, 1988[14]
- Csillagászat a légkörön túlról, Tankönyvkiadó, Budapest, 1990
- Űrtan, Springer (SH atlasz), Budapest, 1996 (főszerkesztő)
- Újra a Marson, Springer, Budapest, 1997 (Horváth Andrással közösen)
- A SETI szépsége. Vince Kiadó, Budapest, 1999 ISBN 963-9192-23-6
- Ha jövő, akkor világűr, Typotex Kiadó, 2007 (Galántai Zoltánnal közösen) ISBN 978-963-9664-52-4
- Kozmikus társkereső. Exobolygók, asztrobiológia és SETI a XXI. században; Kossuth, Bp., 2011 ISBN 9789630966573
- Válság és Apokalipszis, Éghajlat Könyvkiadó, 2011 ISBN 9789639862388, Manréza-füzetek, társszerzők: Almár Iván csillagász, Csaba László közgazdász, Csányi Vilmos etológus, Czelnai Rudolf meteorológus, Falus András genetikus, Fürst Zsuzsanna farmakológus, Kroó Norbert fizikus, Pataki Ferenc pszichológus, Székely János esztergomi püspök és Varga János virológus
- Protecting the Environment of Celestial Bodies: The Need for Policy and Guidelines (ed: M. Hoffman, P. Rettberg, M. Williamson, társszerző, IAA., Peking, 2011, ISBN 9787515900209
- Angol-magyar űrszótár; szerk. Almár Iván; IAA Multilingual space dictionary számára kész.; Magyar Asztronautikai Társaság, Bp., 2013

## Publikációk
- Élet az Univerzumban: szabály vagy kivétel? Mindentudás egyeteme, 2003.
- Almár Iván publikációi a SAO/NASA adatbázisában
- Rio 2.0 revising the Rio scale for SETI detections

## Ismeretterjesztés
Számos ismeretterjesztő előadást tart, többek között a Mindentudás Egyetemén 2002-ben, szabadegyetemeken. Aktívan részt vesz a csillagászati-űrkutatási ismeretterjesztésben, szerepel a televízióban, rádióban, napilapokban. Az első Holdra szállás (1969) tv-közvetítése óta minden jelentős űresemény kommentátora. Az Élet és Tudomány Szerkesztőbizottságának tagja, a Kozmikus Krónika rovat egyik szerzője volt 25 éven keresztül. Több az űrkutatás eredményeit tárgyaló könyv szerzője, az Űrhajózási lexikon és az Űrtan című könyvek főszerkesztője. Az Aeromagazin űrkutatási részének egyik szerkesztője és rendszeres szerzője. A Galaktika magazin Tanácsadó Testületének tagja.

## Társasági tagság
- A Nemzetközi Asztronautikai Szövetség alelnöke (1982–85)
- Az MTA Csillagászati Bizottság elnöke (1980–90)
- Az MTA Űrkutatási Komplex Bizottság alelnöke (1990–93)
- Az Űrkutatási Tudományos Tanács elnöke (1997–2008)
- A MTESZ Központi Asztronautikai Szakosztálya, majd jogutódja, a Magyar Asztronautikai Társaság elnöke (1972–1997)
- A Magyar Asztronautikai Társaság örökös tiszteletbeli elnöke
- A Magyar Természettudományi Társulat ügyvezető elnökségének tagja, a csillagászati és űrkutatási szakosztály elnöke (1990–2005)
- A Nemzetközi Asztronautikai Akadémia (IAA) rendes tagja (1984–) több bizottságának vezetője, illetve tagja. Az IAA 6. főbizottságának („Világűr és társadalom”) elnöke (2003–2005)
- Az IAA Soknyelvű Űrszótárának felkért szerkesztője.
- Az Tényeket Tisztelők Társaságának alapító tagja
- Emeritus member IAA SETI
- Az Élet és Tudomány Tudományos Tanácsadó Testületének tagja[15]

## Díjak, elismerések
- 1973. Kopernikusz-emlékérem
- 1978. MTESZ díj
- 1982. Fonó Albert-díj, plakett
- 1993. Természet Világa Nívódíj
- 1997. A Magyar Asztronautikai Társaság (MANT) örökös tiszteletbeli elnöke
- 2001. IAA könyvdíj
- 2002. A Magyar Köztársasági Érdemrend tisztikeresztje
- 2005. Szily Kálmán-emlékérem[16]
- 2006. Bay Zoltán-díj
- 2007. MANT Fonó Albert-plakett
- 2008. SETI League Giordano Bruno–díj
- 2008. IAA Billingham Cutting-Edge Lecture
- 2010. Magyar Örökség-díj
- 2010. Az év ismeretterjesztő tudósa 2010, TUK[17]
- 2014. Jubileumi gyémánt diploma, ELTE (matematika-fizika)
- 2017. Szabó Imre-díj, Energiagazdálkodási Tudományos Egyesület, Szenior Klub,[18]
- 2018. Hevesi Endre-díj, Életműdíj[19]

A Nemzetközi Asztronautikai Szövetség 2024 áprilisában az űrkutató hírességek csarnokának tagjává választotta.

## Kisbolygó
2011. december 12-én egy kisbolygót Almár Iván magyar csillagászról neveztek el, amit korábban az MTA Konkoly-Thege Miklós Csillagászati Kutatóintézetének munkatársai fedeztek fel. Neve: 191856 Almáriván.

## Családja
Édesanyja Veszprémi Lili (1901–1982) zenepedagógus, édesapja Almár György (1895–1974) belsőépítész, bútortervező és festőművész. Felesége 1959 óta Illés Erzsébet csillagász.